# تاو ويي
تاو ويي (بالصينية: 陶伟) (11 مارس 1978 ببكين في الصين - ) هو لاعب كرة قدم صيني في مركز الوسط. شارك مع منتخب الصين لكرة القدم. أما مع النوادي، فقد لعب مع نادي بكين سينوبو غوان.

## وصلات خارجية
- تاو ويي على موقع الاتحاد الدولي (مؤرشف)  (الإنجليزية)
- تاو ويي على موقع قاعدة بيانات كرة القدم.إي يو (الإنجليزية)
- تاو ويي على موقع ناشيونال فوتبول تيمز (الإنجليزية)